# Roberto Guana
Roberto Guana (Brescia, 21 gennaio 1981) è un allenatore di calcio ed ex calciatore italiano di ruolo centrocampista, allenatore in seconda del Lumezzane.

## Caratteristiche tecniche
Giocava a centrocampo in posizione centrale sia come interditore che come mediano di impostazione davanti alla difesa. All'inizio della carriera prediligeva il ruolo di trequartista, mentre nella stagione successiva viene spostato nel ruolo di regista arretrato. Durante la parte finale della propria carriera calcistica si dimostra più abile nel fermare le azioni avversarie che nella costruzione del gioco.

## Carriera

### Giocatore

#### Brescia, Cagliari e Ascoli
Cresciuto calcisticamente nel Brescia, esordisce con le rondinelle in Serie B nella stagione 1998-1999 ed in Serie A nel 2000-2001.
Al Brescia sono legati i suoi primi passi nel professionismo calcistico, ma anche un brutto episodio avvenuto nella stagione 2004-2005: il Brescia, infatti, orfano della sua guida Roberto Baggio, ritiratosi dal calcio l'anno prima, navigava in cattive acque rischiando seriamente la retrocessione nella serie inferiore. I tifosi e la società accusarono Adani e Guana di scarso impegno, incolpandoli di non fare il bene della squadra dividendo lo spogliatoio. Ma mentre la società si limitò a metterli fuori rosa, i tifosi passarono alle vie di fatto minacciando Guana ed aggredendo Adani. I due giocatori, accomunati nelle accuse e nelle aggressioni, decisero in una conferenza stampa dell'11 marzo 2005 di dare l'addio al club lombardo, leggendo una lettera nella quale, sintetizzando, accusavano tifosi e società, comunicando loro che se il problema della cattiva posizione della squadra erano loro, sarebbero andati via.
Firma un contratto con l'Ascoli diventando immediatamente titolare. Dopo un solo campionato con l'Ascoli nel quale ha collezionato 33 presenze ed un gol in Lazio-Ascoli, lascia la squadra bianconera.

#### Palermo e Bologna
Arriva al Palermo nella stagione 2006-2007 per 3,5 milioni di euro; coi rosanero firma un contratto da 400.000 euro a stagione. Sigla una rete in tutta la stagione, nella gara di Coppa Italia persa in casa per 3-2 contro la Sampdoria. Conclude la sua stagione in malo modo nella penultima gara di campionato fratturandosi la clavicola della spalla sinistra a causa di un fallo commesso dall'attaccante del Siena Mario Frick. Guana riuscirà ad essere pronto per il ritiro pre-campionato della stagione 2007-2008, annata nella quale avrà qualche problema in più visto l'ingaggio di Giulio Migliaccio da parte della società, giocatore che gli contenderà più volte il posto da titolare. Ma i veri problemi sorgono nella stagione 2008-2009, poiché la società acquista centrocampisti potenzialmente più titolari di lui quali Fabio Liverani o Antonio Nocerino: gioca difatti molto poco, quasi sempre partendo dalla panchina, e la sua stagione è anche segnata da infortuni, soprattutto quello che lo tiene lontano dai campi di gioco da marzo a maggio. Tornato disponibile gioca da titolare le ultime partite della stagione.
Dopo tre stagioni in rosanero, il 7 luglio 2009 si trasferisce al Bologna in prestito oneroso (480.000 euro) con diritto di riscatto. In rosanero ha collezionato 92 presenze così suddivise: 83 in campionato, 3 in Coppa Italia (nella quale ha segnato il suo unico gol con la maglia del Palermo contro la Sampdoria) e 6 in Coppa UEFA.
L'11 aprile 2010, realizza al 12', ancora contro la Lazio, il primo gol con la maglia del Bologna; tale marcatura sblocca la partita poi finita 3-2 per i biancocelesti. Termina il campionato con 30 presenze. A fine stagione non viene riscattato dal Bologna tornando così al Palermo per fine prestito.

#### ChievoVerona, Cesena e Pescara

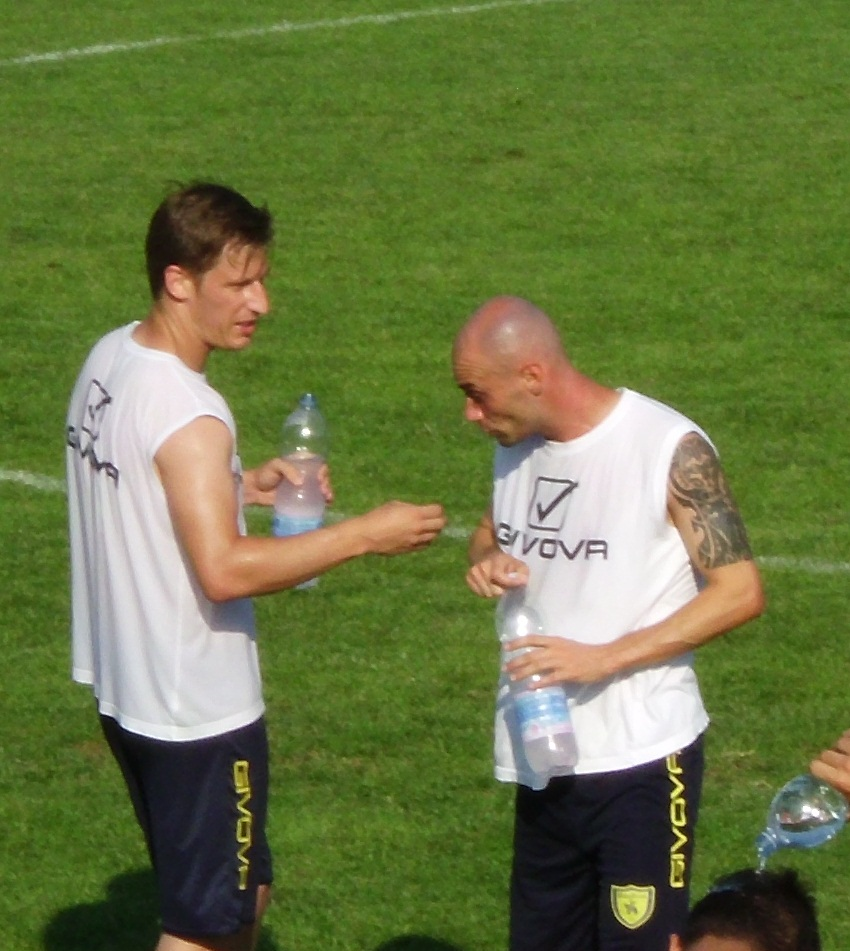
Guana parla con Birsa durante un allenamento con il Chievo nel 2014.

Il 5 agosto 2010 passa al ChievoVerona in prestito con diritto di riscatto, fissato a circa 1-1,5 milioni di euro, firmando un contratto triennale. Il motivo principale del trasferimento è stata la volontà del giocatore di avvicinarsi ai familiari.
Ha esordito con la nuova maglia in Chievo Verona-Catania (2-1), nella prima giornata di campionato, subentrando all'80' a Michele Marcolini. Chiude la stagione con 19 partite in campionato e 2 in Coppa Italia.
Finito il prestito, ritorna al Palermo che non lo convoca per il ritiro estivo. Il 22 luglio 2011 viene così ceduto a titolo definitivo al Cesena firmando un contratto biennale da 400.000 euro a stagione. Esordisce in maglia bianconera il 21 agosto in Cesena-Ascoli (1-0 d.t.s.) del terzo turno di Coppa Italia, entrando in campo al 96' al posto di Giuseppe Colucci. Segna la prima rete in maglia bianconera il 10 settembre in Cesena-Napoli (1-3) della seconda giornata di campionato (la prima è stata rinviata). Chiude la stagione con 31 presenze in campionato quasi tutte da titolare, 2 in Coppa Italia e quel gol già citato.
Il 6 luglio torna al ChievoVerona a titolo definitivo, scambiato con Manuel Iori che va al Cesena in prestito con diritto di riscatto. Conclude la stagione con 23 gare disputate in campionato ed una in Coppa Italia. Il 14 luglio 2013, durante il ritiro estivo del Chievo a San Zeno di Montagna viene messo fuori rosa, in seguito alla rissa con Puggioni,per poi essere reintegrato il 5 febbraio 2014.
Il 27 giugno 2014 rinnova il contratto per un altro anno ma il 1º settembre rescinde il contratto con i gialloblù e si trasferisce al Pescara. Debutta in campionato contro la Ternana ma dopo sole otto presenze decide di terminare il rapporto con la società abruzzese e di lasciare il calcio per motivi personali.

### Allenatore
Inizia la carriera da allenatore al Forli nel 2019-20, come vice di Massimo Paci, che segue anche nelle esperienze con Teramo, Pordenone, Pro Vercelli e Pro Sesto. Nel marzo del 2025 segue Paci anche al Lumezzane, sempre come allenatore in seconda.

## Statistiche

### Presenze e reti nei club
| Stagione            | Squadra             | Campionato          | Campionato | Campionato | Coppe nazionali | Coppe nazionali | Coppe nazionali | Coppe continentali | Coppe continentali | Coppe continentali | Altre coppe | Altre coppe | Altre coppe | Totale | Totale |
| Stagione            | Squadra             | Comp                | Pres       | Reti       | Comp            | Pres            | Reti            | Comp               | Pres               | Reti               | Comp        | Pres        | Reti        | Pres   | Reti   |
| ------------------- | ------------------- | ------------------- | ---------- | ---------- | --------------- | --------------- | --------------- | ------------------ | ------------------ | ------------------ | ----------- | ----------- | ----------- | ------ | ------ |
| 1998-1999           | Brescia             | B                   | 1          | 0          | CI              | 0               | 0               | -                  | -                  | -                  | -           | -           | -           | 1      | 0      |
| 1999-2000           | Brescia             | B                   | 0          | 0          | CI              | 0               | 0               | -                  | -                  | -                  | -           | -           | -           | 0      | 0      |
| 2000-2001           | Brescia             | A                   | 4          | 0          | CI              | 1               | 0               | -                  | -                  | -                  | -           | -           | -           | 5      | 0      |
| 2001-2002           | Brescia             | A                   | 13         | 0          | CI              | 5               | 0               | Int                | 4                  | 2                  | -           | -           | -           | 22     | 2      |
| 2002-gen. 2003      | Brescia             | A                   | 10         | 0          | CI              | 2               | 0               | -                  | -                  | -                  | -           | -           | -           | 12     | 0      |
| gen.-giu. 2003      | Cagliari            | B                   | 6          | 0          | CI              | -               | -               | -                  | -                  | -                  | -           | -           | -           | 6      | 0      |
| 2003-2004           | Brescia             | A                   | 5          | 0          | CI              | 2               | 0               | Int                | 3                  | 0                  | -           | -           | -           | 10     | 0      |
| 2004-2005           | Brescia             | A                   | 24         | 0          | CI              | 1               | 0               | -                  | -                  | -                  | -           | -           | -           | 25     | 0      |
| Totale Brescia      | Totale Brescia      | Totale Brescia      | 57         | 0          |                 | 11              | 0               |                    | 7                  | 2                  |             | -           | -           | 75     | 2      |
| 2005-2006           | Ascoli              | A                   | 33         | 1          | CI              | 0               | 0               | -                  | -                  | -                  | -           | -           | -           | 33     | 1      |
| 2006-2007           | Palermo             | A                   | 33         | 0          | CI              | 1               | 1               | CU                 | 6                  | 0                  | -           | -           | -           | 40     | 1      |
| 2007-2008           | Palermo             | A                   | 32         | 0          | CI              | 1               | 0               | CU                 | 0                  | 0                  | -           | -           | -           | 33     | 0      |
| 2008-2009           | Palermo             | A                   | 18         | 0          | CI              | 1               | 0               | -                  | -                  | -                  | -           | -           | -           | 19     | 0      |
| Totale Palermo      | Totale Palermo      | Totale Palermo      | 83         | 0          |                 | 3               | 1               |                    | 6                  | 0                  |             | -           | -           | 92     | 1      |
| 2009-2010           | Bologna             | A                   | 34         | 1          | CI              | 1               | 0               | -                  | -                  | -                  | -           | -           | -           | 35     | 1      |
| 2010-2011           | Chievo              | A                   | 19         | 0          | CI              | 2               | 0               | -                  | -                  | -                  | -           | -           | -           | 21     | 0      |
| 2011-2012           | Cesena              | A                   | 31         | 1          | CI              | 2               | 0               | -                  | -                  | -                  | -           | -           | -           | 33     | 1      |
| 2012-2013           | Chievo              | A                   | 23         | 0          | CI              | 1               | 0               | -                  | -                  | -                  | -           | -           | -           | 24     | 0      |
| 2013-2014           | Chievo              | A                   | 8          | 0          | CI              | -               | -               | -                  | -                  | -                  | -           | -           | -           | 8      | 0      |
| Totale ChievoVerona | Totale ChievoVerona | Totale ChievoVerona | 50         | 0          |                 | 3               | 0               |                    | -                  | -                  |             | -           | -           | 53     | 0      |
| 2014-2015           | Pescara             | B                   | 8          | 0          | CI              | -               | -               | -                  | -                  | -                  | -           | -           | -           | 8      | 0      |
| Totale carriera     | Totale carriera     | Totale carriera     | 300        | 3          |                 | 20              | 1               |                    | 13                 | 2                  |             | -           | -           | 333    | 6      |